# Escuela Preparatoria Lamar (Houston)
La Escuela Preparatoria Mirabeau B. Lamar (Mirabeau B. Lamar High School) es una escuela preparatoria pública en el distrito Upper Kirby en  Houston, Texas, Estados Unidos. Como parte del Distrito Escolar Independiente de Houston (HISD por sus siglas en inglés), la preparatoria Lamar sirve a los barrios de Montrose y River Oaks. También sirve a la ciudad de West University Place y una parte de la ciudad de Southside Place. A partir de 2018, Rita Graves es la directora de la preparatoria.
La preparatoria, inaugurada en 1937, es, a partir de 2009, una de las dos preparatorias de HISD que utilizan el programa del Bachillerato Internacional (IB). El programa IB de Lamar inició en 1982. En 1999 era el decimocuarto programa IB más grande de los Estados Unidos.
William Broyles del Texas Monthly afirmó que la preparatoria en sus inicios era una escuela para la alta sociedad y «el equivalente público de una escuela preparatoria privada exclusiva». También fue es uno de los lugares donde se rodó la película estadounidense Rushmore.

## Historia
El club cívico del barrio Southampton intentó persuadir a Houston ISD a construir Lamar en Kirby y Alabama del oeste; la tentativa falló y construyeron a Lamar al lado de River Oaks.

## Arquitectura
Los arquitectos John F. Staub y Kenneth Franzheim diseñaron los edificios originales de la preparatoria junto con Louis A. Glover, Lamar Q. Cato y Harry D. Payne. Los edificios originales abrieron en 1937. El diseño es un «Z-plan» y ubica el auditorio y el aula taller en los extremos opuestos del bloque académico. Jay C. Henry, autor de Architecture in Texas: 1895-1945, afirma que el plan de construcción tiene una expresión vanguardista.

## Plantel
A partir de 2012, el plantel estaba anticuado. Sus aulas eran pequeñas; cada aula tenía espacio para 15 estudiantes, pero cada grupo se componía de 40 estudiantes. El vestuario para los estudiantes varones tenía 15 duchas; la preparatoria tenía 1.600 estudiantes varones.A partir de 2012, muchos estudiantes almuerzan afuera de los edificios escolares porque la cafetería (comedor) tenía solamente 350 asientos; en cada período de almuerzo, 800 estudiantes almuerzaron. Los tamaños de clases de piano son limitados porque la sala de piano era una pequeña ex-trastero. Tenía dos laboratorios de química y dos laboratorios de biología para un cuerpo estudiantil que está obligado a tomar cuatro años de ciencias.

## Demografía
En 1970 la mayoría de los estudiantes eran blancos no hispanos. Durante la década de 1970, se incrementó el número de alumnos pertenecientes a minorías étnicas matriculados en Lamar. Jay P. Childers, autor de The Evolving Citizen: American Youth and the Changing Norms of Democratic Engagement, comenta en su libro que la preparatoria «parece haber logrado rápidamente la integración» en esa misma década.
En 2008, la población estudiantil de más de 3000 estudiantes no tenía una mayoría racial, 34% de los estudiantes eran hispanos, 34% eran blancos no hispanos y 27% eran afroamericanos. La mayoría de los estudiantes eran de clase media y 37% tenía almuerzos gratis o de precios reducidos (indicadores de pobreza). Para 2014 la preparatoria contaba con aproximadamente 3000 estudiantes.
En el año escolar de 2016-2017, menos de 36% de los estudiantes eran hispanos, 32% eran afroamericanos, y 24% eran blancos no hispanos. Approximadamente 60% de los estudiantes no vivieron en la zona de asistencia de la preparatoria.

## Uniformes escolares
Antes del otoño de 2006 el código de vestuario para los estudiantes permitió la mayoría de los estilos de ropa. En el año escolar 2006-2007 la preparatoria estableció una política de uniformes escolares. Alice Davidson, una estudiante de Lamar, afirma que la normativa de uniformes de Lamar es similar a la normativa de la escuela privada St. John's School, al lado de la preparatoria Lamar.

## Escuelas hermanas
- Dalian No. 24 High School en Dalian, República Popular de China (desde 2000).[22][23] Dalian es una ciudad hermana de Houston[24]
- Inage Senior High School en Chiba, la Prefectura de Chiba, Japón[25] Desde 2009, la ciudad de Chiba es una ciudad hermana de Houston.[24]

## Deportes
Ahora la Preparatoria Bellaire es su escuela rival en competiciones atléticas.
En las primeras décadas la Preparatoria Lee (ahora la Preparatoria Margaret Long Wisdom) era su escuela rival en competiciones atléticas.